# Tamás Szántó
Tamás Szántó (Sopron, Hungría, 17 de febrero de 1996) es un futbolista húngaro. Juega de defensor y su equipo actual es el SK Rapid Viena de la Bundesliga de Austria.

## Biografía
Es hijo del exjugador y actual entrenador rumano Csaba Szanto, dirige al FC Admira Wacker Mödling II de la Tercera División de Austria.

## Selección
| Selección        | Año  | PJ | Goles |
| ---------------- | ---- | -- | ----- |
| Selección sub-17 | 2013 | 5  | 1     |
| Selección sub-21 | 2017 | 1  | 0     |

## Clubes
| Club           | País    | Año           | PJ | Goles |
| -------------- | ------- | ------------- | -- | ----- |
| SK Rapid Viena | Austria | 2013-presente | 86 | 24    |